# Mạnh Quang
Mạnh Quang (tiếng Trung: 孟光; bính âm: Meng Guang; ? - ?), tự Hiếu Dụ (孝裕), là quan viên nhà Quý Hán thời Tam Quốc trong lịch sử Trung Quốc.

## Cuộc đời
Mạnh Quang quê ở huyện Lạc Dương, Hà Nam doãn, Tư Lệ, là tộc nhân của Mạnh Úc. Thời Hán Linh đế, Mạnh Quang giữ chức Giảng bộ lại.
Năm 190, Đổng Trác dời đô về Trường An, Mạnh Quang trốn vào đất Thục, được cha con Lưu Yên, Lưu Chương lấy lễ khách đối đãi. Cùng năm, Lai Mẫn từ Kinh Châu vào đất Thục tị nạn. Quang am hiểu Công Dương Xuân thu, hay chê bai Tả thị Xuân thu. Vì thế Quang, Mẫn thường xuyên lời qua tiếng lại đến tận sau này.
Năm 194, Lưu Bị bình định Tây Xuyên, phong Mạnh Quang làm nghị lang, cùng bác sĩ Hứa Từ chưởng quản lễ nghi.
Năm 223, Lưu Thiện đăng cơ, phong Mạnh Quang làm Phù tiết lệnh, rồi lần lượt thăng chức Đồn kỵ hiệu úy, Trường Lạc thiếu phủ. Năm 226, Đại tư nông Tần Mật tạ thế, Mạnh Quang thế chức. Quang nói chuyện thẳng thắn, khiến quyền thần đều không ưa, nhiều năm không được thăng chức. Sau này, đám hậu bối Sàm Thừa, Bùi Tuấn quan chức đều trên Quang.
Kẻ học sau là Khước Chính đến thỉnh giáo Mạnh Quang. Quang hỏi thái tử Lưu Tuyền tính tình yêu thích, Chính đáp thái tử hiếu thuận nhân từ. Quang hỏi thái tử tài trí mưu lược, Chính đáp thái tử xử thế. Quang thấy Chính là người thẳng thắn, không nói chuyện tùy tiện, bèn nói: Ta thích nói thẳng, không lòng vòng, mỗi lần chỉ trích thẳng thắn, đều bị kẻ khác hoặc chế nhạo hoặc chán ghét. Ta biết ý ngươi không thích lời ta nói, nhưng ta nói có lý. Hiện tại thiên hạ chưa định, mưu trí là hàng đầu. Mưu trí dù xuất phát từ thiên phú, nhưng thông qua nỗ lực học tập cũng có thể học được. Giờ thái tử đọc sách, giống như chúng ta kiệt lực học rộng để đáp lại câu hỏi, như bác sĩ nghiền ngẫm thư tịch để cầu quan. Đây là việc gấp đấy. Khước Chính cho là phải.
Năm 246, triều đình đại xá thiên hạ, Mạnh Quang chỉ trích phụ chính Phí Y. Quang cho rằng: Đại xá thiên hạ việc làm khi quốc gia suy nhược, hiện tại bệ hạ nhân từ, quan viên xứng chức, vì cái gì muốn tiện nghi tội phạm, vừa bắt vào nhục rồi lại đặc xá, điều này không hợp lý. Phí Y hướng Mạnh Quang xin lỗi.
Sau này Quang bị hạch tội, bãi quan, mất ở nhà, thọ 97 tuổi.

## Nhận xét
Trần Thọ nhận xét: Hứa, Mạnh, Lai, Lý thấy nhiều biết rộng, tuy không lấy đức, nghiệp nổi danh, nhưng cũng là một đời học sĩ.

## Trong văn hóa
Trong tiểu thuyết Tam quốc diễn nghĩa, Lai Mẫn xuất hiện ở hồi 80, khi Lưu Bị đăng cơ, phái Mạnh Quang cùng Hứa Từ chưởng quản lễ nghi. Khi thừa tướng Gia Cát Lượng bắc phạt, phong Lai Mẫn cùng Mạnh Quang làm tế tửu, lưu thủ hậu phương.